# IAAF 올해의 육상 선수

## 수상 선수
| 연도 | 남자                  | 여자                     |
| ---- | --------------------- | ------------------------ |
| 1988 | 칼 루이스             | 플로렌스 그리피스 조이너 |
| 1989 | 로저 킹덤             | 아나 피델리아 키로       |
| 1990 | 스티브 배클리         | 멀린 오티                |
| 1991 | 칼 루이스             | 카트린 크라베            |
| 1992 | 케빈 영               | 하이케 헨켈              |
| 1993 | 콜린 잭슨             | 샐리 거널                |
| 1994 | 누레딘 모르셀리       | 재키 조이너 커시         |
| 1995 | 조너선 에드워즈       | 그웬 토런스              |
| 1996 | 마이클 존슨           | 스베틀라나 마스테르코바  |
| 1997 | 윌슨 킵케터           | 매리언 존스              |
| 1998 | 하일레 게브르셀라시에 | 매리언 존스              |
| 1999 | 마이클 존슨           | 가브리엘라 사보          |
| 2000 | 얀 젤레즈니           | 매리언 존스 (Annulled)   |
| 2001 | 히샴 엘 게루주        | 스테이시 드라길라        |
| 2002 | 히샴 엘 게루주        | 폴라 래드클리프          |
| 2003 | 히샴 엘 게루주        | 헤스트리 클루테          |
| 2004 | 케네니사 베켈레       | 옐레나 이신바예바        |
| 2005 | 케네니사 베켈레       | 옐레나 이신바예바        |
| 2006 | 아사파 파월           | 사냐 리처즈              |
| 2007 | 타이슨 게이           | 메세레트 데파르          |
| 2008 | 우사인 볼트           | 옐레나 이신바예바        |
| 2009 | 우사인 볼트           | 사냐 리처즈              |
| 2010 | 데이비드 루디샤       | 블란카 블라시치          |
| 2011 | 우사인 볼트           | 샐리 피어슨              |
| 2012 | 우사인 볼트           | 앨리슨 필릭스            |